# 鎗王之王
《鎗王之王》是一部2010年上映的香港剧情片，由爾冬陞执导，古天樂、吳彥祖、李冰冰和蔡卓妍領銜主演。本片是2000年電影《鎗王》的續集，只有方中信回歸演出《旺角黑夜》以及《鎗王之王》內同一角色。

## 剧情简介
剛剛奪下射擊比賽冠軍的基金經理關友博（古天樂飾），一日遇上街頭搶案，出於正當防衛，他連續開槍擊斃3名歹徒，百發百中的技術及挺身而出的行為，使他成了市民眼中的英雄。負責偵辦搶案的警員莊子維（吳彥祖飾），是射擊比賽的亞軍，也因參賽而與關友博結識。為追查整宗案件，莊子維憑著高超射擊技巧，根據線索展開層層推理調查......

## 演员表
| 演員 | 角色   | 備註 |
| 古天樂 | 关友博 | 加汇环球金融集團香港分公司基金经理，金融才俊，愛好射击的高手 彭涛、方志和之中学同学 因投资失利导致严重亏损从而策划解款车劫案 枪杀彭涛、枪伤徐伟光 电影尾段被徐伟国击毙 |
| 吳彥祖 | 庄子维 | 重案組高級督察，關友博於射擊比賽之競爭對手 一直追查解款车劫案并得悉关友博为幕后策划人                                                                                  |
| 李冰冰 (粵語配音: 葉璇) | 邵安娜 | 加汇环球金融集團香港分公司總裁，關友博的上级，與關友博有不尋常關係 |
| 蔡卓妍 | 婷婷   | 护士，关友博的女友 |
| 杜汶澤 | 彭濤   | 解款車劫案成員之一，氣槍店經營者 关友博、方志和之中学同学，多次因分赃问题威胁关友博，后被关友博枪杀并弃尸                                                              |
| 林雪 | 方志和 | 解款車劫案成員之一，投資銀行经理，彭濤、关友博之中学同学 因投资失利而与彭涛参与打劫解款车并成为车上之内应，后被枪杀                                                    |
| 方中信 | 苗志舜 | 水警督察（重演《鎗王》和《旺角黑夜》內同一角色） |
| 連凱 | 徐偉光 | 徐偉國胞弟，交通部警長 目睹关友博参与打劫解款车而被其枪伤，后脑干死亡，家屬同意拔喉                                                                                    |
| 連凱 | 徐偉國 | 徐偉光胞兄，跟蹤支援組 (Hit Team)狙擊隊警長 电影尾段击毙关友博 |
| 楊羚 |        | 徐偉光妻子 |
| 王敏德 | 江先生 | 地下錢莊老闆 |
| 呂潔 |        | Joyce，跟邵安娜搶关友博的人 |
| 梁皓楷 |        | 投資銀行保險庫經理 |
| 黃子雄 | 高先生 | 地下錢莊中間人 后被商业罪案调查科拘捕 |
| 何基佑 |        | |
| 黃子恒 |        | 重案組警員，莊子維下屬 |
| 梁嘉琪 |        | 報案中心警員 |
| 駱振偉 |        | |
| 張達倫 |        | 投資銀行保險庫職員 |
| 黃素歡 |        | |
| 吴嘉星 |        | |
| (国语配音: 凌云 温韬 陆揆 陈元 宣晓明 商虹 张琳 赵述仁 张磊 章斌 刘九榕 李龙滨 石晨 李萌 姜广涛 陈浩 张瑶涵 张杰 薛白 赵毅 边疆 孟宇 邱秋 冬冬 白涛 郝幽玥 常进 孙岩 李智 邢琪琦 薛奇 时露 老唐 汕丹 贾红翔 王凯) (粵語配音: 高翰文 周志輝 陸頌愚 葉偉麟 譚漢華 蘇裕邦 鄭展晴 利耀堂 戴耀明 龍天生 蔡雁紅 姜麗儀 邵玉嬋 冼詠儀 徐蕙賢) |        | |

## 獎項
| 頒獎典禮             | 獎項     | 名字   | 結果 |
| -------------------- | -------- | ------ | ---- |
| 第30屆香港電影金像獎 | 最佳剪接 | 鄺志良 | 提名 |

## 外部連結
- Yahoo奇摩電影上《鎗王之王》的資料（繁體中文）
- 開眼電影網上《鎗王之王》的資料（繁體中文）
- 豆瓣电影上《鎗王之王》的資料 （简体中文）
- 时光网上《鎗王之王》的資料（简体中文）
- AllMovie上《鎗王之王》的资料（英文）
- 爛番茄上《鎗王之王》的資料（英文）
- 香港影庫上《鎗王之王》的資料（繁體中文）
- 互联网电影数据库（IMDb）上《鎗王之王》的资料（英文）